# 克拉克縣 (伊利諾伊州)
克拉克縣（英語：Clark County）是美國伊利諾伊州東南部的一個縣，南隔沃巴什河與印地安納州相望。面積1,308平方公里。根據美國2000年人口普查估計，共有人口17,008人。縣馬歇爾（Marshall）。
成立於1819年3月22日。縣名紀念美國獨立戰爭將領喬治·羅傑茲·克拉克。